# MTV Video Music Awards 2015
MTV Video Music Awards 2015 – trzydziesta druga gala rozdania nagród MTV Video Music Awards, która odbyła się 30 sierpnia 2015 roku w Microsoft Theater w Los Angeles. Gala była nadawana na żywo na antenach MTV, MTV2, VH1, VH1 Classic, Logo TV, BET, Centric, Comedy Central, TV Land oraz CMT, a poprowadziła ją Miley Cyrus. Nominacje ogłoszono 21 lipca 2015 roku, za pośrednictwem Apple Music Beats 1. Natomiast nominacje w kategorii Najlepsza piosenka wakacji ogłoszono 18 sierpnia. Najwięcej, bo aż dziesięć, otrzymała Taylor Swift, zaś na drugim miejscu uplasował się Ed Sheeran z sześcioma nominacjami.
Podczas pre-show nastąpiła premiera teledysku do singla Swift – „Wildest Dreams”. Pod koniec gali, Miley Cyrus ogłosiła, że nastąpi premiera jej piątego albumu studyjnego, Miley Cyrus & Her Dead Petz. Ponadto nagrodę specjalną Video Vanguard Award imienia Michaela Jacksona otrzymał Kanye West. Raper w swoim przemówieniu ogłosił, że wystartuje w wyborach na prezydenta Stanów Zjednoczonych w 2020 roku.  Najwięcej nagród zdobyła Taylor Swift. Piosenkarka otrzymała statuetki w czterech kategoriach: Teledysk roku i Najlepsza współpraca wspólnie z Kendrickiem Lamarem (za „Bad Blood”) oraz Najlepszy żeński teledysk i Najlepszy teledysk popowy (za „Blank Space”). Statuetki VMA zostały zaprojektowane przez amerykańskiego projektanta mody, Jeremy’ego Scotta.
Gala zanotowała najniższą oglądalność w historii. Według firmy badawczej, Nielsen Media Research wynosiła ona 5,03 milionów widzów tylko na kanale MTV. Jest to 39% mniej, niż przed rokiem.

## Gala
|                                                                           | \| Wykonawcy \| Piosenki \| \| Przed właściwym show \| Przed właściwym show \| \| ------------------------------------------------------------------------- \| ---------------------------------------------------------------------------------- \| \| Walk the Moon \| „Shut Up and Dance” „Different Colors” \| \| Todrick Hall \| Covery nominowanych w kategorii Teledysk roku („Uptown Funk”, „7/11”, „Bad Blood”) \| \| Nick Jonas \| „Levels” \| \| Właściwe show \| \| \| Nicki Minaj Taylor Swift \| „Trini Dem Girls” (Minaj) „The Night Is Still Young” „Bad Blood” \| \| Macklemore & Ryan Lewis Eric Nally Melle Mel Kool Moe Dee Grandmaster Caz \| „Downtown” (Na żywo poza Orpheum Theatre) \| \| The Weeknd \| „Can’t Feel My Face” \| \| Demi Lovato Iggy Azalea \| „Cool for the Summer” (Na żywo poza Orpheum Theatre) \| \| Justin Bieber \| „Where Are Ü Now” „What Do You Mean?” \| \| Tori Kelly \| „Should’ve Been Us” \| \| Pharrell Williams \| „Freedom” (Na żywo poza Orpheum Theatre) \| \| Twenty One Pilots A$AP Rocky \| „HeavyDirtySoul” „M’$” „Message Man” „Lane Boy” „L$D” \| \| Miley Cyrus \| „Dooo It!” \| | Prezenterzy Przed galą Sway i Kelly Osbourne – gospodarze Kelly Osbourne i Jeremy Scott – wręczenie nagrody w kategorii Najlepszy teledysk rockowy Carly Aquilino, Charlamagne Tha God i Vic Mensa – wręczenie nagrody w kategorii Najlepszy teledysk popowy Awkwafina i Nessa – wręczenie nagrody w kategorii Najlepsza piosenka wakacji Właściwa gala Britney Spears – wręczenie nagrody w kategorii Najlepszy męski teledysk Jared Leto – zapowiedź występu The Weeknd Rebel Wilson – wręczenie nagrody w kategorii Najlepszy teledysk hip hopowy Big Sean i Nick Jonas – wręczenie nagrody w kategorii Najlepszy żeński teledysk Hailee Steinfeld – zapowiedź występu Demi Lovato poza Orpheum Theatre Serayah i Jussie Smollett – wręczenie nagrody w kategorii Najlepszy teledysk ze społecznym przekazem Ne-Yo i Kylie Jenner – zapowiedź występu Tori Kelly Taylor Swift – wręczenie nagrody w kategorii MTV Video Vanguard Award John Legend – zapowiedź występu Pharrell Williams poza Orpheum Theatre Rita Ora i Emily Ratajkowski – wręczenie nagrody w kategorii Najlepszy nowy artysta Miguel i Gigi Hadid – zapowiedź występu Twenty One Pilots i ASAP Rocky Ice Cube i O’Shea Jackson Jr. – wręczenie nagrody w kategorii Teledysk roku Członkowie Happy Hippie Foundation [ 16 ] – zapowiedź występu Miley Cyrus |
| Wykonawcy                                                                 | Piosenki | |
| Przed właściwym show                                                      | | |
| Walk the Moon                                                             | „Shut Up and Dance” „Different Colors” | |
| Todrick Hall                                                              | Covery nominowanych w kategorii Teledysk roku („Uptown Funk”, „7/11”, „Bad Blood”) | |
| Nick Jonas                                                                | „Levels” | |
| Właściwe show                                                             | | |
| Nicki Minaj Taylor Swift                                                  | „Trini Dem Girls” (Minaj) „The Night Is Still Young” „Bad Blood” | |
| Macklemore & Ryan Lewis Eric Nally Melle Mel Kool Moe Dee Grandmaster Caz | „Downtown” (Na żywo poza Orpheum Theatre) | |
| The Weeknd                                                                | „Can’t Feel My Face” | |
| Demi Lovato Iggy Azalea                                                   | „Cool for the Summer” (Na żywo poza Orpheum Theatre) | |
| Justin Bieber                                                             | „Where Are Ü Now” „What Do You Mean?” | |
| Tori Kelly                                                                | „Should’ve Been Us” | |
| Pharrell Williams                                                         | „Freedom” (Na żywo poza Orpheum Theatre) | |
| Twenty One Pilots A$AP Rocky                                              | „HeavyDirtySoul” „M’$” „Message Man” „Lane Boy” „L$D” | |
| Miley Cyrus                                                               | „Dooo It!” | |

## Nagrody i nominacje
Opracowano na podstawie materiału źródłowego.

### Teledysk roku
- Taylor Swift (featuring Kendrick Lamar) – „Bad Blood”
  - Beyoncé – „7/11”
  - Kendrick Lamar – „Alright”
  - Mark Ronson (featuring Bruno Mars) – „Uptown Funk”
  - Ed Sheeran – „Thinking Out Loud”

### Najlepszy żeński teledysk
- Taylor Swift – „Blank Space”
  - Beyoncé – „7/11”
  - Ellie Goulding – „Love Me Like You Do”
  - Nicki Minaj – „Anaconda”
  - Sia – „Elastic Heart”

### Najlepszy męski teledysk
- Mark Ronson (featuring Bruno Mars) – „Uptown Funk”
  - Nick Jonas – „Chains”
  - Kendrick Lamar – „Alright”
  - Ed Sheeran – „Thinking Out Loud”
  - The Weeknd – „Earned It”

### Najlepszy nowy artysta
- Fetty Wap – „Trap Queen”
  - James Bay – „Hold Back the River”
  - George Ezra – „Budapest”
  - FKA twigs – „Pendulum”
  - Vance Joy – „Riptide”

### Najlepszy teledysk popowy
- Taylor Swift – „Blank Space”
  - Beyoncé – „7/11”
  - Maroon 5 – „Sugar”
  - Mark Ronson (featuring Bruno Mars) – „Uptown Funk”
  - Ed Sheeran – „Thinking Out Loud”

### Najlepszy teledysk rockowy
- Fall Out Boy – „Uma Thurman”
  - Arctic Monkeys – „Why’d You Only Call Me When You’re High?”
  - Florence + the Machine – „Ship to Wreck”
  - Hozier – „Take Me to Church”
  - Walk the Moon – „Shut Up + Dance”

### Najlepszy teledysk hip hopowy
- Nicki Minaj – „Anaconda”
  - Big Sean (featuring E-40) – „I Don’t Fuck with You”
  - Fetty Wap – „Trap Queen”
  - Kendrick Lamar – „Alright”
  - Wiz Khalifa (featuring Charlie Puth) – „See You Again”

### Najlepsza współpraca
- Taylor Swift (featuring Kendrick Lamar) – „Bad Blood”
  - Ariana Grande i The Weeknd – „Love Me Harder
  - Jessie J, Ariana Grande i Nicki Minaj – „Bang Bang”
  - Mark Ronson (featuring Bruno Mars) – „Uptown Funk”
  - Wiz Khalifa (featuring Charlie Puth) – „See You Again”

### Najlepsza reżyseria
- Kendrick Lamar – „Alright” (Reżyserzy: Colin Tilley i the Little Homies)
  - Childish Gambino – „Sober” (Reżyser: Hiro Murai)
  - Hozier – „Take Me to Church” (Reżyserzy: Brendan Canty i Conal Thomson)
  - Mark Ronson (featuring Bruno Mars) – „Uptown Funk” (Reżyserzy: Bruno Mars i Cameron Duddy)
  - Taylor Swift (featuring Kendrick Lamar) – „Bad Blood” (Reżyser: Joseph Kahn)

### Najlepsza choreografia
- OK Go – „I Won’t Let You Down” (Choreografowie: OK Go, air:man i Mori Harano)
  - Beyoncé – „7/11” (Choreografowie: Beyoncé, Chris Grant i Gabriel Valenciano)
  - Chet Faker – „Gold” (Choreograf: Ryan Heffington)
  - Flying Lotus (featuring Kendrick Lamar) – „Never Catch Me” (Choreografowie: Keone Madrid i Mari Madrid)
  - Ed Sheeran – „Don’t” (Choreografowie: Nappytabs)

### Najlepsze efekty specjalne
- Skrillex i Diplo (featuring Justin Bieber) – „Where Are Ü Now” (Efekty specjalne: Brewer, Gloria FX, Tomash Kuzmytskyi i Max Chyzhevskyy)
  - Childish Gambino – „Telegraph Ave.” (Efekty specjalne: Gloria FX)
  - FKA Twigs – „Two Weeks” (Efekty specjalne: Gloria FX, Tomash Kuzmytskyi i Max Chyzhevskyy)
  - Taylor Swift (featuring Kendrick Lamar) – „Bad Blood” (Efekty specjalne: Ingenuity Studios)
  - Tyler, the Creator – „Fucking Young/Death Camp” (Efekty specjalne: Gloria FX)

### Najlepsza dyrekcja artystyczna
- Snoop Dogg – „So Many Pros” (Dyrektor artystyczny: Jason Fijal)
  - The Chemical Brothers – „Go” (Dyrektor artystyczny: Michel Gondry)
  - Skrillex i Diplo (featuring Justin Bieber) – „Where Are Ü Now” (Dyrektor artystyczny: Brewer)
  - Taylor Swift (featuring Kendrick Lamar) – „Bad Blood” (Dyrektor artystyczny: Charles Infante)
  - Jack White – „Would You Fight for My Love?” (Dyrektor artystyczny: Jeff Peterson)

### Najlepszy montaż
- Beyoncé – „7/11” (Montażyści: Beyoncé, Ed Burke i Jonathan Wing)
  - ASAP Rocky – „L$D” (Montażysta: Dexter Navy)
  - Ed Sheeran – „Don’t” (Montażysta: Jacquelyn London)
  - Skrillex i Diplo (featuring Justin Bieber) – „Where Are Ü Now” (Montażysta: Brewer)
  - Taylor Swift (featuring Kendrick Lamar) – „Bad Blood” (Montażysta: Chancler Haynes at Cosmo Street)

### Najlepsza kinematografia
- Flying Lotus (featuring Kendrick Lamar) – „Never Catch Me” (Zdjęcia: Larkin Seiple)
  - Alt-J – „Left Hand Free” (Zdjęcia: Mike Simpson)
  - FKA Twigs – „Two Weeks” (Zdjęcia: Justin Brown)
  - Ed Sheeran – „Thinking Out Loud” (Zdjęcia: Daniel Pearl)
  - Taylor Swift (featuring Kendrick Lamar) – „Bad Blood” (Zdjęcia: Christopher Probst)

### Najlepszy teledysk ze społecznym przekazem
- Big Sean (featuring Kanye West i John Legend) – „One Man Can Change the World”
  - Colbie Caillat – „Try”
  - Jennifer Hudson – „I Still Love You”
  - Rihanna – „American Oxygen”
  - Wale – „The White Shoes”

### Najlepsza piosenka wakacji
- 5 Seconds of Summer – „She’s Kinda Hot”
  - Fifth Harmony  – „Worth It”
  - Demi Lovato – „Cool for the Summer”
  - Taylor Swift – „Bad Blood”
  - Selena Gomez (featuring ASAP Rocky) – „Good for You"
  - David Guetta (featuring Nicki Minaj) – „Hey Mama”
  - Major Lazer – „Lean On”
  - OMI – „Cheerleader”
  - Fetty Wap – „My Way”
  - Silentó – „Watch Me (Whip/Nae Nae)”
  - Skrillex i Diplo (featuring Justin Bieber) – „Where Are Ü Now”
  - The Weeknd – „Can’t Feel My Face”

### MTV Video Vanguard Award
- Kanye West[11]